# Solar Plexus (musikalbum)
Solar Plexus är Solar Plexus första studioalbum som är ett dubbelalbum.

## Låtlista[1]
Sida A
1. Bouillabaisse (Carl-Axel Dominique)
2. Polska Från Orsa (Trad)
3. Den Tanklöse Spelmannen (Emil Hagström - Carl-Axel Dominique)
4. Sköna Låten (Monica Dominique)

Sida B
1. Wallenberg (Lars Forsell - Carl-Axel Dominique, Georg Wadenius, Tommy Borgudd)
2. Odins Öga (Carl-Axel Dominique)
3. Jag Är Glad Jag Är Svensk (Björn Barlach - Carl-Axel Dominique)
4. Som Ett Klarblått Klot (Tommy Borgudd - Georg Wadenius, Monica Dominique)

Sida C
1. Concerto Grosso För Popgrupp Och Symfoniorkester (Carl-Axel Dominique, Georg Wadenius, Monica Dominique, Tommy Borgudd)

Sida D
1. Dom Bygger En Stad (Per Lysander - Carl-Axel Dominique)
2. Frygisk Samba (Carl-Axel Dominique, Georg Wadenius)
3. Tänk När Vi Bor Allihopa (Per Lysander - Carl-Axel Dominique)
4. A Real Goodun' (Jack McDuff)

## Medverkande[1]
- Tommy Borgudd - trummor, tamburin, percussion
- Jojje Wadenius – elgitarr, elbas, tamburin, sång, gitarr, maracas, hammarklaver
- Carl-Axel Dominique - elpiano, spilåpipa, piano, flöjt
- Monica Dominique - orgel, sång, elpiano
- Norrköpings Symfoniorkester, dirigent Everett Lee

### Fotnoter
1. 1 2 3  ”Solar Plexus - Solar Plexus”. discogs.com. https://www.discogs.com/release/2965965-Solar-Plexus-Solar-Plexus. Läst 3 april 2024.